# Хёрль, Оттмар
Оттмар Хёрль (нем. Ottmar Hörl; 1950, Наухайм, Германия) — немецкий художник-концептуалист, скульптор. Президент Академии изящных искусств Нюрнберга (2005—2017), лауреат премии «CREO Innovation Award» (2015) и других наград. Добился всемирной известности благодаря своим радикальным, авангардным художественным концепциям, а также крупномасштабным проектам, в которых представлены серийные скульптуры в общественных местах, самые известные из которых были посвящены Альбрехту Дюреру, Карлу Марксу, а также антифашистскому проекту «Танец с дьяволом» (2008) и хулиганскому проекту «Sponti» (1994, 2006). Оттмар Хёрль является одним из самых успешных и значимых современных художников Германии, создающим серийные концептуальные скульптуры и реализующим свое видение искусства для всех на открытом пространстве, содействуя тем самым демократизации скульптуры, как никто другой до него. Он выступает за «новый тип публичного искусства». Кроме того, он является одним из основателей группы «Formalhaut». Живёт и работает в Вертхайме, Франкфурте-на-Майне и Нюрнберге. 

## Биография
2015 — Премия «CREO Innovation Award» за творчество.
2005 — Президент Академии изящных искусств в Нюрнберге.
2002 — Премия «Intermedium».
1999 — Профессор изящных искусств Академии изящных искусств в Нюрнберге.
1998 — Приз Вильгельма Лота, Дармштадт.
1997 — Многократная премия за искусство, Дюссельдорф.
1994 — Приз за архитектуру, Академия искусств Берлина, Берлин.
1992—1993 — Профессор Грацского технического университета, Грац, Австрия.
1985 — Основал группу «Formalhaut», с архитекторами Габриэлой Зейферт и Гётцем Штокманном.
1979—1981 — Университет изобразительных искусств, Дюссельдорф.
1978—1981 — Стипендия Немецкого учебного фонда.
1975—1979 — Колледж изобразительных искусств, Франкфурт-на-Майне.
1950 — Родился в Наухайме.

## Известные работы
1998 — Голубой дом, Равенсбург, Германия
2001 — Евросимвол, Франкфурт-на-Майне, Германия
2003 — 7000 кроликов Альбрехта Дюрера в Нюрнберге, Германия
2004 — 10000 сов в Афинах, Греция
2004 — Артюр Рембо 150-летие, Шарлевиль-Мезьер, Франция
2005 — 500 собак ротвейлера в парке скульптур Erich-Hauser, Германия
2009 — «Танец с дьяволом», 1250 нацистских гномов в Штраубинге, Штраубинг, Германия
2010 — 800 скульптур Мартина Лютера в Виттенберге, Германия
2012 — 1000 роз для Цвайбрюккена, Цвайбрюккен, Германия
2013 — Инсталляция Карл Маркс в Трире, Германия
2013 — 150 скульптур Каспара Хаузера в Ансбахе, Германия
2013 — 200-летие Рихарда Вагнера, 500 скульптур Вагнера, Байройт, Германия
2014 — 400 скульптур Гёте в университете Гёте во Франкфурте-на-Майне, Германия
2014 — 500 фигур императора Карла Великого в Катчхофе в Аахене, Германия
2015 — Посвящение Дюреру в Художественном музее Тэгу, Южная Корея
2016 — «Теодор Фонтане — странник между мирами», установка 400 скульптур Фонтане в Культуркирхе Нойруппина, Германия
2016 — «Модель мировоззрения», Грац, Австрия
2016 — 150 лет со дня смерти Фридриха Рюккерта, Швайнфурт, Германия
2016 — «Кроты и кучи», Штутгарт, Германия
2017 — «Все начинания — тяжелы», 300 скульптур с цеппелином, Фридрихсхафен, Германия
2017 — «Нюрнбергская мадонна», 600 золотых скульптур, Нюрнберг, Германия
2018 — Посвящение Йоханнесу Гутенбергу, Эльтвилле-ам-Райн, Германия
2018 — «Человек Альберт», посвящение Альберту Эйнштейну, Ульм, Германия
2019 — «Наш Людвиг. Граждане для Бетховена», к 250-летию немецкого композитора Людвига ван Бетховена, Бонн, Германия
2019—2020 — Инсталляция «Обеденный перерыв» (ангелы), Лондон, Великобритания
Как отмечалось в журнале «Живой Берлин»: "Херля можно назвать «Церетели наоборот». Последний лепит гигантские фигуры, а Херль маленькие — но в неимоверном количестве! И заполняет ими пространства городов. Среди известных его работ — тысяча сов в Афинах, семь тысяч дюреровских кроликов в Нюрнберге, восемьсот Мартинов Лютеров в Виттенберге".

## Галерея
- «Голубой дом», Равенсбург, Германия (1998)
- «Евросимвол», Франкфурт-на-Майне, Германия (2001)
- Ротвейлер, Германия (2005)
- Господин Быстрый, Германия (2006)
- «Sponti», Германия (2006)
- Инсталляция, посвященная картине Леонардо да Винчи «Дама с горностаем» (2009), Краков, Польша
- 1000 роз, Цвайбрюккен, Германия (2012)
- 200-летие Рихарда Вагнера, Байройт, Германия (2013)
- Инсталляция «Вот, теперь я вижу это! Это там!», Германия (2014)
- Заяц Дюрера, посвящение, Вена, Австрия (2014)
- 500 фигур императора Карла Великого в Катчхофе в Аахене, Германия (2015)
- 800 скульптур Мартина Лютера в Виттенберге, Германия (2015)
- Инсталляция, посвященная 25-летию воссоединения Германии, Штутгарт, Германия (2015)
- Инсталляция «Обеденный перерыв», Лондон, Великобритания (2019)
- Инсталляция к 250-летию Бетховена, Бонн, Германия (2019)

## Публикации
- Formalhaut. Architektur, Skulptur, Verlag der Georg-Büchner-Buchhandlung, Darmstadt 1988, ISBN 3-925376-08-9
- Stoffwechsel. Das Buch zum Anzug, Häusser, Darmstadt 1990, ISBN 3-89552-066-7
- Materialprüfung, Städtische Galerie Altes Theater, Ravensburg 1996, ISBN 3-9804641-1-3
- Die Speisung der Fünftausend: Kunstprojekt "Fisch und Brot", Häusser, Darmstadt 1999, ISBN 3-89552-064-0
- Zeichnung. Klasse Ottmar Hörl, Text von Eva Schickler, Häusser, Darmstadt 2000, ISBN 3-89552-088-8
- Berlin-Bearlin. Skulptur: 10.000 Bären für Berlin, Häusser, Darmstadt 2000, ISBN 3-89552-074-8
- Traumhaus, Häusser, Darmstadt 2001, ISBN 3-89552-072-1
- Das grosse Hasenstück. The Great Piece of Hares, mit Beiträgen von Ruth Händler, Ralf Huwendiek, Thomas Knubben, Birgit Ruf, Eva Schickler u.a., Häusser, Darmstadt 2003, ISBN 3-89552-094-2